# موزه منوچهر شیبانی

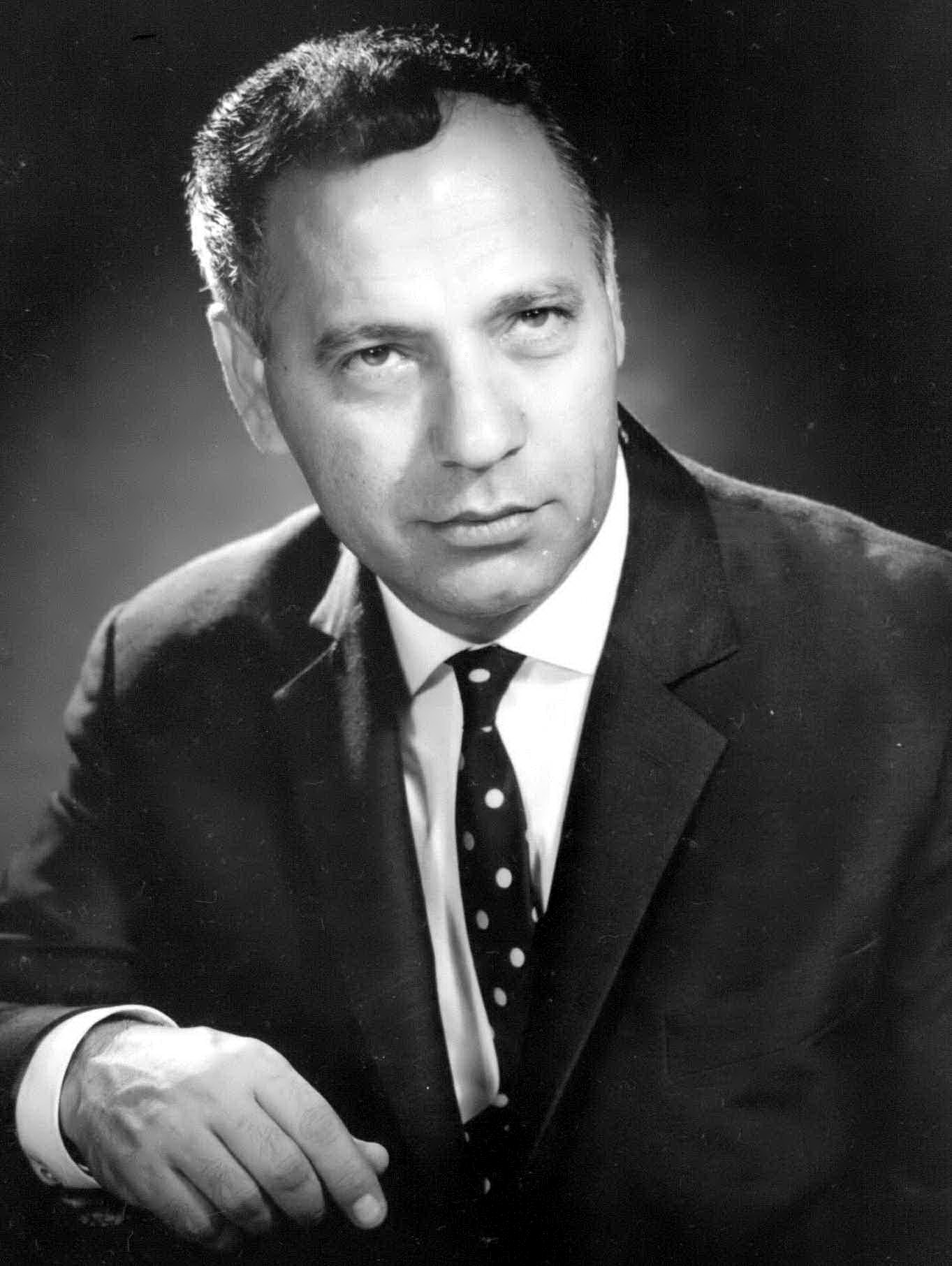
منوچهر شیبانی

موزه منوچهر شیبانی، یکی از موزه‌های خصوصی شهر کاشان است. این موزه در خیابان فاضل نراقی، در بخشی از خانهٔ تاریخی کاج، واقع شده‌است. در این موزه، نقاشی‌های منوچهر شیبانی به نمایش گذاشته شده‌است.

## تاریخچه
موزهٔ هنرهای تجسمی منوچهر شیبانی در اردیبهشت ۱۳۸۴، همزمان با روز جهانی موزه و میراث فرهنگی، به عنوان نخستین موزهٔ غیردولتی کاشان در خانهٔ تاریخی احسان گشایش یافت. در اردیبهشت ۹۴ این موزه به خانهٔ تاریخی کاج منتقل شد. خانهٔ کاج، یکی از خانه‌های قدیمی شهر کاشان محسوب می‌شود که قدمت آن به زمان قاجار برمی‌گردد. در این موزه تابلوهای نقاشی رنگ و روغن، آبرنگ، طرح‌های قلم وسائل شخصی منوچهر شیبانی که از سوی همسرش، پری شیبانی (صبحی) به مجموعه اهدا شده‌است. این موزه شامل سه اتاق است که در هر اتاق سبک‌های متفاوت نقاشی‌های شیبانی به نمایش درآمده است. علاوه بر نقاشی لوازم شخصی و هم چنین دستگاهی وجود دارد که توسط آقای شیبانی در دههٔ چهل ابداع و ساخته شده‌است. این دستگاه با استفاده از ترکیب نور تحت زاویه‌های متفاوت و صفحه‌های منحنی وار نور را در فضای خود پخش می‌کند. از ترکیب نورهای متفاوت و چرخش صفحه‌های منحنی گون شکلی بدست می‌آید که این شکل به عنوان ایدهٔ اولیه برای نقاشی در سبک کوبیسم مورد استفاده قرار می‌گیرد. اتاق‌های دیگر شامل سبک‌های اکسپرسیونیسم و سورئال و آبرنگ است.

## منوچهر شیبانی
منوچهر شیبانی از پیشگامان هنر مدرن ایران است. او در سال ۱۳۰۳ در کاشان متولد شد و دوران دبستان را به دلیل انتقال‌های مکرر پدرش در شهرستان‌های گوناگون گذراند. ورود به دانشکده‌های هنرهای زیبا و تحصیل در رشتهٔ نقاشی افق‌های تازه‌ای پیش روی او گشود. شیبانی در شعر، نثر، درام، مقاله، فیلم و نقاشی آثار ارزشمندی آفریده و دریچه‌ای به معیارهای نو گشوده‌است. نقاشی‌های شیبانی، به خصوص در آبرنگ، به شعر نزدیک‌اند. بخشی از نقاشی‌هایش به سبک‌های کوبیسم و اکسپرسیونیسم کشیده شده‌است، با اینکه او در ابتدا با این سبک‌ها آشنایی نداشت.
شیبانی نخستین کسی بود که شعر نیمایی را گسترش داد و در نخستین کتاب خود (جرقه) با اینکه چیزی از نیما نخوانده بود، اشعار کتابش نیمایی بود. هر چند بعدها به واسطهٔ «سعید نفیسی» به خانه نیما راه یافت و در آنجا با شاملو نیز آشنا شد.
او از خود سه دفتر شعر چاپ شده به نام‌های جرقه، آتشکدهٔ خاموش، سراب‌های کویر و یک مجموعه شعر چاپ نشده به اسم پاریسی‌ها، چهارده فیلم و تعداد زیادی تابلو نقاشی بر جای گذاشت. ۵۲ نمایشگاه برپا کرد. استاد دانشگاه بود، چندین نمایشنامهٔ منظوم، طرح باله و لیبرتو نوشت و کارگردانی کرد. منوچهر شیبانی سرانجام در ۲۰ آبان ۱۳۷۰، پس از یک دوره بیماری سخت، آرام گرفت.
در طبقهٔ زیرینِ خانه تاریخی کاج، آثاری از دیگر هنرمندان تجسمی در حوزه نقاشی، کاریکاتور و گرافیک به نمایش گذاشته شده‌است. در این گالری آثارِ اهدایی از پرویز تناولی، بهرام دبیری، علی نصیر، هادی ضیاالدین، بیژن غنچه‌پور، سعید شهلاپور، فرهاد گاوزن، مهدی راحمی و … برای تماشا قرار گرفته‌است.